# Sonitpur
Sonitpur is een district van de Indiase staat Assam. Het district telt 1.677.874 inwoners (2001) en heeft een oppervlakte van 5324 km². De hoofdstad van Sonitpur is Tezpur, een stad met veel geschiedenis. Dit district ligt op de noordelijke oever van de grote rivier Brahmaputra.